# Dorcas Denhartog-Wonsavage
Dorcas Elizabeth Denhartog-Wonsavage (né le 3 juillet 1965 à Madison, Wisconsin) est une ancienne fondeuse américaine.